# Dendropsophus shiwiarum
Dendropsophus shiwiarum es una especie de anfibio anuro de la familia Hylidae.

## Distribución geográfica
Esta especie es endémica de Ecuador. Se encuentra hasta 550 m sobre el nivel del mar en las provincias de Napo, Orellana, Pastaza y Sucumbíos. 
Su presencia es incierta en Perú en la región de Loreto.

## Publicación original
- Ortega-Andrade & Ron, 2013: A new species of small tree frog, genus Dendropsophus (Anura: Hylidae) from the eastern Amazon lowlands of Ecuador. Zootaxa, n.º 3652, p. 163–178.